# Lakhamu Fossa
La Lakhamu Fossa è una struttura geologica della superficie di Ganimede.